# Neuralla albata
Neuralla albata là một loài bướm đêm trong họ Geometridae.